# عبد الرحمن بن مهدي
أَبُو سَعِيدٍ عَبْدُ الرَّحْمَٰنِ بْنُ مَهْدِيِّ بْنِ حَسَّانَ بْنِ عَبْدِ الرَّحْمَٰنِ الْعَنْبَرِيُّ – وقيل: الأزدي مولاهم – البصري اللؤلؤي، وُلد سنة 135هـ كما قال الإمام أحمد.
نشأ في بيتٍ متواضع، فلم يكن أبوه مهدي من العلماء إطلاقًا، بل ربما لم يكن عاقلاً، بل كان رجلاً عاميًا بمعنى الكلمة. ومع ذلك، خرج من صلب هذا الرجل العامي إمامٌ من أئمة المسلمين، وهو عبد الرحمن بن مهدي.
وكونُ بيت هذا الرجل ليس بيتَ علم، ثم يخرج منه هذا العالم؛ فإنّ ذلك يدل على نبوغه وعصاميته في طلب العلم.

## طلبه للعلم[4]
توجّه عبد الرحمن بن مهدي إلى طلب علم الحديث وهو ابن بضع عشرة سنة، وكان مُبرَّزًا فيه منذ صغره. وكان أول طلبه سنة نيّف وخمسين ومائة.
قال أبو عامر العقدي: «كنت سببًا في طلب عبد الرحمن بن مهدي للحديث، فقد كان يتبع القُصَّاص، فقلت له: لا يحصل في يدك من هؤلاء شيء». أي: لن يفيدك القُصَّاص، لأنهم لا همّ لهم إلا تحديث الناس بما هبّ ودبّ، من غير تأكّد ولا تثبّت. والمهم عندهم أن يُغْرِبوا على العامة، ويأتوا لهم بالطُّرَف، وأن تُشدّ إليهم الأبصار، ويُفتح لهم السمع، ولو أتوا بالأعاجيب.
فكان يعجبه شأنهم منذ الصغر، ولكن لما نصحه أبو عامر، وقال له: «لا يحصل في يدك من هؤلاء شيء»، التفت إلى الحديث، وتمييز صحيحه من سقيمه، وطلبه على أصوله، فصار عَلمًا.
وسمع عبد الرحمن بن مهدي من سفيان الثوري، وهو من أجلّ شيوخه، فقد سمع منه في السنوات: 152هـ، 153هـ، 154هـ، 155هـ، و156هـ.
ومن القصص التي تدل على نبوغه في العلم منذ صغره، أنه أخبر عن نفسه فقال: كنا في جنازة فيها عبيد الله بن الحسن العنبري، وهو يومئذٍ قاضي البصرة، وله موضعه في قومه، وقدره عند الناس. فتكلم في شيء، فأخطأ، فقلت – وأنا يومئذٍ حَدَث –: ليس هكذا، عليك بالأثر.
فتزايد عليّ الناس، لأنه – وهو حدث صغير – ينتقد العنبري، قاضي البصرة، وهو رجل معظم عندهم. فالناس وقعوا في ابن مهدي، هذا الحدث الصغير، كيف يخطئ أو ينتقد هذا الشيخ الكبير؟
فقال عبيد الله العنبري: «دعوه، وكيف هو؟» – أي: ما قوله – فأخبرته. فقال: «صدقتَ يا غلام، إذًا أرجع إلى قولك وأنا صاغر».
وهذا الرجوع إلى الحق من تواضع العلماء – رحمهم الله – ولو جاء من غلام صغير، ولو كان أمام الناس. وهذه، وإن كان ظاهرها الحط من شأن هذا الكبير، لكنها في الحقيقة ذِكرٌ وشرف، فإن الإنسان يعظم في نفوس الناس إذا رجع إلى الحق، وإن كانت المسألة في ظاهرها جهلًا منه أو نقصًا، إلا أن رجوعه إلى الحق يطغى على ذلك.
وصحب عبد الرحمن بن مهدي شيخه سفيان، وحجّ معه سنة 159هـ، ثم رجع إلى البصرة سنة 160هـ، فمات سفيان الثوري في منزل عبد الرحمن بن مهدي، أي: مات الشيخ في دار تلميذه.

## اعتنائه بمعاني الحديث[5]
من اهتمام عبد الرحمن بن مهدي بمعاني الأحاديث وضبط ما تعلمه، ما رواه بندار محمد بن بشار، حيث قال: سمعت عبد الرحمن بن مهدي يقول: «لو استقبلتُ من أمري ما استدبرتُ، لكتبت تفسير كل حديث إلى جنبه، ولأتيت المدينة حتى أنظر في كتب قومٍ قد سمعت منهم».
ويُستفاد من هذا القول أنه كان يفضّل تقييد تفسير كل حديث بجانبه، أو مراجعة فهمه لما كتب، ومقارنته بما دونه شيوخه، للتأكد من ثبات الرواية، وعدم حدوث تغيير في المعنى.
يظهر من ذلك أن اهتمامه لم يكن مقتصرًا على جمع الحديث فقط، بل شمل أيضًا فَهْم المعنى ومقارنة الروايات.
وذكر علي بن المديني أن ستة من رواة الحديث اشتهروا بشدة حرصهم عليه، حتى قارب ذلك أن يذهب بعقولهم عند المذاكرة، وهم:
1. يحيى.
2. عبد الرحمن بن مهدي.
3. وكيع بن الجراح.
4. سفيان بن عيينة.
5. أبو داود.
6. عبد الرزاق.

## قوة ضبطه للحديث[6]
من الروايات التي نُقلت عن عبد الرحمن بن مهدي ما أورده أبو محمد عبد الرحمن الرازي ابن أبي حاتم في كتابه الجرح والتعديل. حيث جعل الجزء الأول من كتابه مقدّمة تضم تراجم عدد من أبرز المحدثين، مثل شعبة، وسفيان، وابن المبارك، ومنهم عبد الرحمن بن مهدي.
وذكر في سياق الحديث عن ضبطه رواية جاء فيها:
قال عبد الرحمن: أخبرنا أبو زرعة، قال: سمعت نوح بن حبيب يقول: "حضرنا عبد الرحمن بن مهدي، فحدّثنا عن سفيان، عن منصور، عن أبي الضحى في قوله تعالى:
{إِنَّمَا أَنْتَ مُنذِرٌ وَلِكُلِّ قَوْمٍ هَادٍ} [الرعد: 7]، وساق الحديث."
في هذا الإسناد: شيخ عبد الرحمن هو سفيان، وشيخ سفيان هو منصور، وشيخ منصور هو أبو الضحى.
أثناء المجلس، قال أحد الحضور: "يا أبا سعيد" – ويقصد عبد الرحمن بن مهدي – "حدثنا يحيى بن سعيد (القطان)، عن سفيان، عن أبيه، عن أبي الضحى."
أي أن يحيى بن سعيد القطان روى الحديث ذاته بسند يختلف عن سند عبد الرحمن، إذ وضع أبا سفيان مكان منصور.
ثم قال آخر: "يا أبا سعيد، حدثنا وكيع، عن سفيان، عن أبيه، عن أبي الضحى."
فكانت رواية وكيع مطابقة لرواية يحيى بن سعيد، ومخالفة لرواية عبد الرحمن بن مهدي.
فَسَكَت عبد الرحمن ولم يعترض، وقال: "حافظان"، مشيرًا إلى يحيى ووكيع. ثم قال: "دعوه"، أي: اتركوا هذا الحديث.
بعد المجلس، ذهب بعض الطلبة إلى يحيى بن سعيد، وأخبروه أن عبد الرحمن روى الحديث عن سفيان، عن منصور، عن أبي الضحى، وأن روايته تخالف رواية كلٍ من يحيى ووكيع.
لم يجب يحيى بدايةً، ثم دخل بيته وراجع كتبه، ثم خرج وقال: "هو كما قال عبد الرحمن، عن سفيان، عن منصور."
ثم أُخبِر وكيع أيضًا بما جرى، وبقول عبد الرحمن "حافظان"، فعلق قائلاً: "عافى الله أبا سعيد، لا ينبغي أن يُقبل الكذب علينا."
ثم راجع وكيع كتبه، وقال: "هو كما قال عبد الرحمن، اجعلوه عن منصور، وعدّلوه."

## زهد عبد الرحمن بن مهدي وعبادته
كان عبد الرحمن بن مهدي معروفًا بكثرة العبادة، وقد التزم بقيام الليل بانتظام. وذُكر أنه في إحدى الليالي، أطال السهر في القيام، فلما طلع الفجر، اضطجع على الفراش فغلبه النوم حتى فاتته صلاة الصبح، ولم يستيقظ إلا بعد طلوع الشمس.
فعاتب نفسه قائلًا: "هذا مما جنى عليّ الفراش"، وألزم نفسه بعدم النوم على فراش لمدة شهرين، مما أدى إلى تقرّح فخذيه.
يُذكر أن ذلك الموقف كان عارضًا ولم يكن عن تعمّد، ومع ذلك آثر أن يعاقب نفسه؛ لأنه رأى أن الفراش كان سببًا في فوات الصلاة. ويُشار هنا إلى أن فوات الفريضة بسبب غير مقصود لا يؤاخذ عليه المسلم شرعًا، لكن تصرفه يعكس شدة حرصه على الصلاة.
ونقل عبد الرحمن بن عمرو عن يحيى بن عبد الرحمن بن مهدي: "دخلت يومًا دار عبد الرحمن، فخرج إليّ وهو يبكي وقد اغتسل. فسألته عن السبب، فقال: كنت من أكثر الناس نفورًا من الرقية، لكن اضطرني البلاء حتى قرأتُ شيئًا على ماء واغتسلت به."
كما ورد عن علي بن المديني أن عبد الرحمن بن مهدي كان يقرأ نصف القرآن كل ليلة، وكان يحب أن يختمه كل ليلتين. ويُستدل من ذلك أنه لم يكن مهتمًا بعلم الحديث فقط، بل كان كذلك مواظبًا على العبادة وتلاوة القرآن.
ويُلاحظ أن بعض طلاب العلم قد يهملون جانب العبادة، مما يؤدي إلى شيء من القسوة في القلب، خاصة فيمن يشتغل بعلم الرجال والأسانيد. لكن عبد الرحمن بن مهدي لم يكن من هذا النمط؛ بل جمع بين العلم والعبادة، وكان يقوم الليل ويقرأ القرآن بانتظام.
وروى أيوب المتوكل: "كنا إذا أردنا أن ننظر إلى الدين والدنيا، ذهبنا إلى دار عبد الرحمن بن مهدي."
ويُفهم من ذلك أن عبد الرحمن كان يجمع بين العلم الشرعي، المتمثل في الأحاديث والأسانيد، وبين حسن المعاملة والكرم في الأمور الدنيوية، حيث كان يكرم طلابه وضيوفه ويوسّع عليهم.
كما نقل عبد الرحمن بن عمرو (ويُلقب بـ"رُسته") أن عبد الرحمن بن مهدي كان يحج كل عام، مما يدل على مواظبته على هذه العبادة أيضًا.

## فقهه
في جانب الفقه، كان عبد الرحمن بن مهدي على المذهب المالكي، وقد نقل هذا المذهب إلى العراق، حيث يُعدّ من أوائل من نشره هناك. وكان تلميذًا للإمام مالك، وروى عنه الموطأ، كما ارتبط بالمدرسة المالكية العراقية التي تميزت ببعض الخصوصية في التطبيق.
مع ذلك، كان منهجه في الفقه يميل إلى طريقة التابعين من أهل المدينة، متأثرًا بأسلوبهم في الاستنباط، القائم على الأخذ بظاهر القرآن والسنة وآثار الصحابة.
يقول الإمام أحمد بن حنبل عن عبد الرحمن بن مهدي:
"كان يتوسع في الفقه، وكان أوسع فيه من يحيى (يعني: يحيى بن سعيد القطان). وكان يحيى يميل إلى قول الكوفيين، بينما كان عبد الرحمن يأخذ ببعض مذاهب أهل الحديث، ويميل إلى رأي أهل المدينة."
يُفهم من ذلك أن عبد الرحمن لم يكن ملتزمًا بمذهب واحد على نحو تقليدي، بل كان ينتقي من آراء أهل المدينة ومناهج المحدثين، ويستند في اجتهاده إلى النصوص الواردة في الكتاب والسنة وآثار السلف، مع مراعاة الفهم اللغوي والسياق العملي في الإفتاء.

## رأي العلماء فيه
وردت عدة توثيقات لعبد الرحمن بن مهدي من أئمة الحديث والعلم، منها:
- أبو الربيع الزهراني: قال: "ما رأيت مثله."
  - أبو القاسم بن بشكوال: وصفه بأنه ثقة.
  - أبو بكر البيهقي: قال عنه: "إمام حافظ."
  - أبو حاتم الرازي: قال: "إمام ثقة."
  - ابن حبان البستي: وصفه بأنه من الحفاظ المتقنين، وأهل الورع، ممن حفظ وجمع وتفقه وصنّف وحدث، ولم يكن يروي إلا عن الثقات.
  - أبو يعلى الخليلي: قال: "إمام بلا مدافعة."
  - أحمد بن حنبل: قال: "ثقة، خيار، من معادن الصدق، صالح مسلم"، وقال أيضًا: "إذا حدث عن رجل، فهو حجة"، وفضّله على وكيع، وذكره بوصف: "حافظ."
  - ابن حجر العسقلاني: وصفه بـ: "ثقة ثبت، حافظ، عارف بالرجال والحديث."
  - الذهبي: قال عنه: "الحافظ، الإمام، العالم."
  - علي بن المديني: قال: "أعلم الناس، وأوثق أصحاب الثوري"، وقال أيضًا: "لم أر أحدًا أعلم بالحديث منه."
  - الشافعي: قال: "لا أعرف له نظيرًا في الدنيا."
  - محمد بن سعد كاتب الواقدي: قال: "ثقة، كثير الحديث."
  - يحيى بن معين: قال: "من أثبت شيوخ البصريين"، وعدّه في رواية ابن محرز من الثقات.

## وفاته
توفي عبد الرحمن بن مهدي في جمادى الآخرة سنة 198 هـ، وكان عمره نحو ثلاثة وستين عامًا، بعد حياة امتدت في التعليم، والرواية، والعبادة. ويعد من أبرز أئمة الحديث والجرح والتعديل في عصره، وله أثر كبير في نقل السنة وتثبيت معالم علم الرواية.

## أنظر أيضاً
- علي بن المديني.